# 1er bataillon de marche d'Extrême-Orient
Pour les articles homonymes, voir 1er bataillon et BMEO.
Le 1er bataillon de marche d'Extrême-Orient (1er BMEO) est une unité militaire de l'Armée de terre française pendant la guerre d'Indochine.

## Historique

### Bataillon sénégalais
Initialement appelé bataillon de marche no 25, le bataillon est renommé début 1945 bataillon de marche sénégalais d'Extrême-Orient no 1 (BMSEO no 1). Il est constitué d'un encadrement français et de tirailleurs sénégalais. Il fait partie de la brigade de Madagascar, renommée 1re brigade d'Extrême-Orient.

### Arrivée en Cochinchine
Le bataillon débarque fin 1945 en Cochinchine sans ses tirailleurs sénégalais. Sur place, il recrute des volontaires cambodgiens venus du protectorat français du Cambodge. L'encadrement est renforcé par les anciens du IIIe bataillon du 11e régiment d'infanterie coloniale, faits prisonniers en mars 1945 et libérés après la capitulation japonaise. Il est renommé début janvier 1946 1er bataillon de marche d'Extrême-Orient (il porte également le nom, initialement, de 1er bataillon cambodgien de marche).

### Opérations en Cochinchine
Il opère en janvier dans les zones de Biên Hòa et Long Thành (en) (nord-est de Saïgon), puis à partir de février autour de Tây Ninh, Trảng Bàng et Gò Dầu (vi), près de la frontière avec le Cambodge. La 1re BEO est dissoute en juillet. En septembre 1947, le 1er BMEO rejoint le secteur de Gò Vấp et Tân Sơn Nhứt, au nord-ouest de Saïgon, puis vers Mỹ Tho et Vĩnh Long.
À partir d'octobre 1948 et jusqu'en mars 1952, le bataillon est positionné dans la province de Trà Vinh. Le bataillon revient en octobre 1952 au Cambodge, à la demande du roi Norodom Sihanouk. Le 1er BMEO est renommé 2e bataillon de marche du régiment du Cambodge le 6 novembre 1953.

## Commandants
Le bataillon est commandé jusqu'en 1948 par le chef de bataillon Duqué, puis par le chef de bataillon Fournier[réf. souhaitée]. En 1950, le commandant du 1er BMEO est le chef de bataillon Roux.

## Insigne
Le 1er BMEO a eu deux insignes :
- le premier, réalisé en Indochine avant 1948, présente la carte de la Cochinchine et le Cambodge avec un buffle (symbole de force et de puissance) passant sur la frontière[2],
- le second, mis en fabrication en décembre 1950 par Drago Paris, présente un dragon lové autour de l'ancre des troupes de marine[2],[5].

## Décoration
Le 1er BMEO est décoré de la croix de guerre des Théâtres d'opérations extérieurs avec palme (citation à l'ordre de l'armée).